# Bildnis der Nanette Kaulla

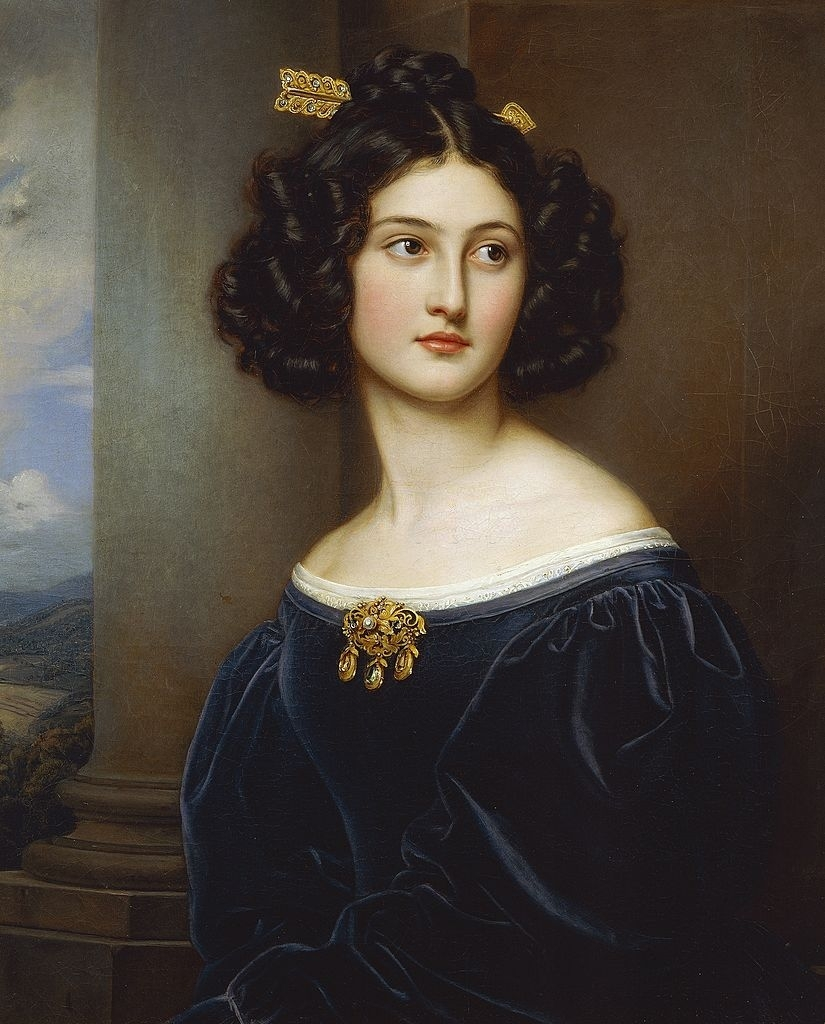
Joseph Karl Stieler: Nanette Kaulla, 1829

Das Bildnis der Nanette Kaulla ist ein Gemälde von Joseph Karl Stieler. Es ist Teil der Schönheitengalerie König Ludwigs I. Das Porträt entstand 1829 und zeigt die damals 17-jährige Kaulla, die auch als „schönste Jüdin Münchens“ bezeichnet wurde.

## Nanette Kaulla
Nanette R. Kaulla wurde 1812 in München geboren. Ihr Vater war der Hofagent und Vorsitzende der jüdischen Gemeinde in München Jacob Raphael Kaulla. 1834 heiratete sie den Münchener Großkaufmann Salomon Joseph Heine (1803–1863). Sie starb im November 1876 kinderlos.